# Désiré Desloges
Pour les articles homonymes, voir Desloges.
Désiré Desloges , né le 14 mai 1828 à Janville et mort le 30 mars 1899 à Saint-Pierre-du-Jonquet, est un homme politique français. Il est plusieurs fois député du Calvados.

## Biographie
Désiré Desloges est né à Janville le 14 mai 1828. Il est l'un des plus gros propriétaires terriens du département. il devient rapidement maire de sa commune puis conseiller général du canton de Troarn.
Il se présente pour la première fois à la députation dans la première circonscription du Calvados lors des élections de 1876. Il perd face au républicain Charles Houyvet. Il se présente dans la deuxième circonscription du Calvados lors d'une élection partielle en mai 1878 après le décès du titulaire Louis Joret-Desclosières. Il l'emporte face à Émile Mauger. Il siège alors avec les bonapartistes de l'Appel au peuple. Les deux mêmes protagonistes se retrouvent lors des élections de 1881 sauf qu'Émile Mauger l'emporte.
En 1885, il est présent sur la liste conservatrice et se fait réélire en 4e position. Avec le retour des circonscriptions en 1889, il se présente dans la première circonscription du Calvados. Mais il est concurrencé sur sa droite par Auguste Engerand qui l'emporte.
Il décède le 30 mars 1899 à Saint-Pierre-du-Jonquet.

## Sources
- « Désiré Desloges », dans Adolphe Robert et Gaston Cougny, Dictionnaire des parlementaires français, Edgar Bourloton, 1889-1891 [détail de l’édition]